# 클라우데 페론

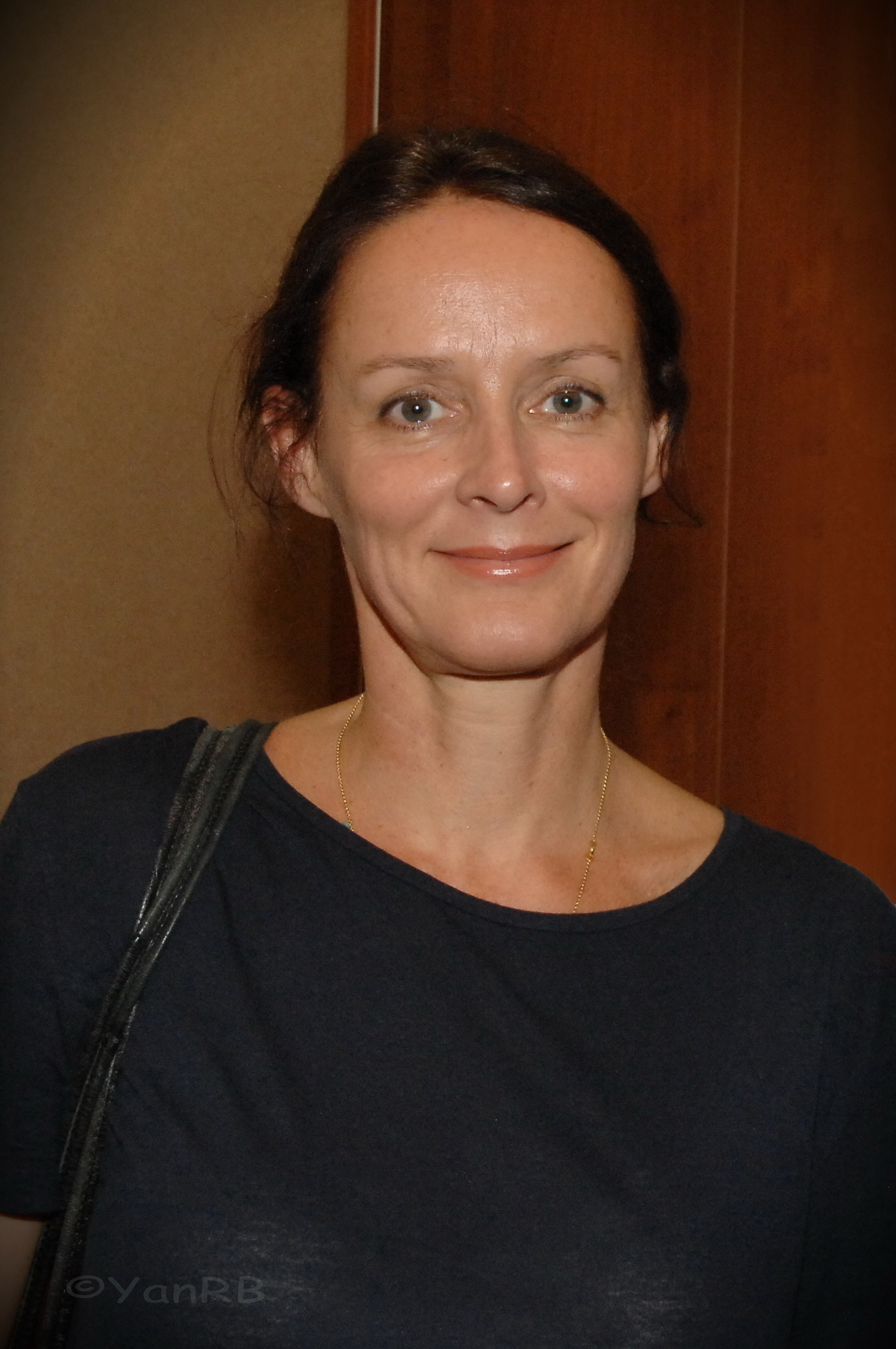

클로드 페롱(Claude Perron, 1966년 1월 23일 ~ )은 프랑스의 배우, 연극 배우, 영화배우이다.
낭트에서 태어났다.

## 영화
- 오딜 (2017년)
- 섹스 러브 앤 테라피 (2014년) - 파비앙 레비아르 역
- 더블 믹스티 (2012년)
- 더 데이 아이 소우 유어 허트 (2011년) - 수잔느 드레이 역
- 호드 (2009년) - 오르 역
- 코텍스 (2008년)
- 크리살리스 (2007년)
- 락트 아웃 (2006년)
- 수잔느 (2006년)
- 벨로리종 (2005년) - 아나벨 역
- 나의 천사 (2004년) - 페기 역
- 레드 나이트 (2003년)
- 아멜리에 (2001년)
- 버니 (1996년)